# Trump Towers Istanbul
Le Trump Towers Istanbul sono due torri congiunte a Şişli, Istanbul in Turchia. Una delle torri è adibita per uffici e l'altra è una torre residenziale, composta da oltre 200 residenze. Il complesso ospita anche un centro commerciale con circa 80 negozi e un cinema multisala. Sono le prime torri Trump costruite in Europa. Lo sviluppatore della proprietà è il miliardario turco Aydın Doğan, in una collaborazione di licenza con l'uomo d'affari americano Donald Trump. Sua figlia Ivanka Trump ha partecipato al lancio dell'aprile 2012 con Erdoğan. Molte aziende con sede in Europa e Medio Oriente occupano il complesso.
La torre residenziale comprende l'unica cantina collettiva in Turchia, la cantina è stata costruita da Focus Wine Cellars.
Tra gli inquilini di spicco degli edifici c'è l'uomo d'affari iraniano Reza Zarrab.

## Polemica sul nome di Trump
Il proprietario turco di Trump Towers Istanbul, che paga Trump per l'uso del suo nome, è stato segnalato nel dicembre 2015 per aver ricercato mezzi legali per dissociare la proprietà dopo la richiesta del candidato di vietare a tutti i musulmani di entrare negli Stati Uniti.
Nel giugno 2016, il presidente turco Erdoğan ha chiesto la rimozione del nome di Trump dalle torri, dicendo "Trump non ha tolleranza per i musulmani che vivono negli Stati Uniti. E per di più ha usato un marchio a Istanbul con il suo nome. Coloro che hanno messo quel marchio sul loro edificio dovrebbero rimuoverlo immediatamente."
Nel dicembre 2015, Trump ha dichiarato in un'intervista radiofonica di avere un "conflitto di interessi" nel trattare con la Turchia a causa della sua proprietà, dicendo "Ho un piccolo conflitto di interessi, perché ho un grande edificio principale a Istanbul.. Si chiama Trump Towers. Due torri, anziché una. Non la solita, sono due. E ho imparato a conoscere molto bene la Turchia."
Nell'agosto 2018, Aytun Ciray, segretario generale dell'Iyi Party, un importante partito di opposizione in Turchia, ha invitato il governo del presidente Erdoğan a "sequestrare le torri Trump" per protestare contro la dichiarazione di sanzioni dell'amministrazione Trump ai ministri della giustizia e dell'interno della Turchia.